# Drei Jungen Zinnzeche
Die Drei Jungen Zinnzeche war ein Bergwerk auf der böhmischen Seite des Westerzgebirges in Hohenstollen (Vysoká Štola, Nejdek). 
Hohenstollen ist nach den hochgelegenen Mundlöchern der Stollen, in einer Höhe von 840 bis 850 m über dem Meeresspiegel, bei den Häusern Nr. 13 und 32 benannt. Nach 1945 wurden Teile des Ortes aufgegeben und wüst.

## Geschichte
Hans Rapolt war vor 1556 Lehnträger dieser Zeche, wie aus dem ältesten erhaltenen Bergbau von Hohenstollen hervorgeht. Die Drei Jungen Zinnzeche baute auf einem nach Norden („gegen Mitternacht“) streichenden Gang im späteren Schlosserseifen unweit der Kapelle. Das Stollnmundloch befand sich beim ehemaligen Haus Hohenstollen Nr. 9. Der Stolln führte etwa 400 m in den Berg.
Vor dem Ersten Weltkrieg wurde einige Zeit versucht, den Bergbau auf Zinn wiederaufleben zu lassen. Er war jedoch nicht ergiebig genug.